# 徐珊珊
徐珊珊（？年—），江西九江人，中华人民共和国律师，上海市政协委员，上海中伦律师事务所合伙人。
徐珊珊的父母都是医生。她在1993年考入江西财经学院经济学专业，后选修法学第二学位。1997年本科毕业。毕业后，她在上海海关学院法律系任教。期间，她通过律师资格考试，之后在小耘律师事务所任职。她后来在复旦大学获法学硕士、法学博士学位。
2021年1月，上海两会之前的2021年上海律师参政议政新闻发布会上，徐珊珊的发言引发了讨论。她举了一个因隐瞒艾滋病史导致婚姻无效的案例，提议在婚姻登记与登记生效期间增加一个冷静期；双方需要在冷静期相互公开信息，以便相互了解。